# 지바 뉴타운 철도 9200형 전동차
지바 뉴타운 철도 9200형 전동차(일본어: 住宅・都市整備公団9200形電車 じゅうたく・としせいびこうだん9200がたでんしゃ[*])는 지바 뉴타운 철도의 전동차로 이 열차는 게이세이 전철 3000형 전동차, 호쿠소 철도 7500형 전동차, 신게이세이 N800형 전동차 모델을 기반으로 제작되었다. 2013년에 일본차량제조 공장이 위치한 아이치현 도요카와시에서 제작되었고 같은 해 3월부터 운행에 들어갔다.

## 편성
- 현재 9200형 8량 편성은 게이세이 본선, 게이큐 본선, 도에이 지하철 아사쿠사 선, 호쿠소 철도 호쿠소 선에서 운행하고 있으며 편성은 다음과 같다.[4]

| 호차             | 1      | 2      | 3      | 4      | 5      | 6      | 7      | 8      |
| ---------------- | ------ | ------ | ------ | ------ | ------ | ------ | ------ | ------ |
| 명칭             | M2c    | M1     | T      | M2     | M1'    | T      | M1     | M2c    |
| 번호             | 9201-1 | 9201-2 | 9201-3 | 9201-4 | 9201-5 | 9201-6 | 9201-7 | 9201-8 |
| 무게 (톤)        | 33.0   | 33.0   | 27.0   | 30.0   | 32.0   | 27.0   | 33.0   | 33.0   |
| 수용 (합계/좌석) | 122/43 | 133/52 | 133/52 | 133/52 | 133/52 | 133/52 | 133/52 | 122/43 |